# Кардозо, Андерсон Себастиан
Шика́н (порт.-браз. Chicão), полное имя Андерсон Себастиан Кардозо (порт.-браз. Anderson Sebastião Cardoso; род. 3 июня 1981, Можи-Гуасу, штат Сан-Паулу) — бразильский футболист, центральный защитник. Шикан в 2011 году был капитаном «Коринтианса».

## Карьера
Шикан является воспитанником молодёжной академии «Можи-Мирина», где и начал профессиональную карьеру в низших лигах чемпионатов Бразилии и штата Сан-Паулу в 2000 году. Спустя четыре сезона он перешёл в «Португезу Сантисту», а затем, в 2004—2005 годах, выступал за «Америку» из Сан-Жозе-ду-Риу-Прету.
Лишь в 2005-году 23-летний футболист дебютировал в Серии A чемпионата Бразилии в составе «Жувентуде» из Кашиас-ду-Сул. В 2006—2007 годах выступал за другой клуб Серии A, «Фигейренсе» из Флорианополиса, который тогда был крепким середняком чемпионата Бразилии с большим количеством талантливой молодёжи в составе. С этой командой Шикан в 2006 году выиграл первенство штата Санта-Катарина.
В 2008 году Шикан перешёл в «Коринтианс», который нуждался в усилении, поскольку по итогам прошлого сезона вылетел из Серии A. Шикан удачно вписался в состав резко обновившейся команды, и в том году стал финалистом Кубка Бразилии, а затем и победителем Серии B. Уже в следующем году Коринтианс завоевал путёвку в Кубок Либертадорес благодаря победе в Кубке Бразилии. Также клуб первенствовал в Лиге Паулисте. По итогам чемпионата 2010 «Тимао» вновь добыли путёвку в Кубок Либертадорес, но только в его предварительную стадию.
В начале 2011 года «Коринтианс» сенсационно не смог преодолеть предварительную стадию Кубка Либертадорес, из-за чего досрочно карьеру завершил Роналдо, и команду также покинул Роберто Карлос. Уход столь авторитетных игроков привёл к необходимости выбора капитана. Первоначально им стал Шикан, но вскоре тот поссорился с тренером Тите и повязка перешла к Алессандро.
В 2011 году «Коринтианс» стал чемпионом Бразилии, в 2012 году впервые в своей истории дошёл до финала и выиграл Кубок Либертадорес. Шикан был одним из ключевых игроков в обороне своей команды в этом турнире. Он стал одним из шести игроков «Коринтианса», которые провели все 14 матчей в турнире.
В 2013—2014 годах выступал за «Фламенго», затем провёл один год в «Баии». С 2015 года выступает в Индии.

## Достижения
- Чемпион Бразилии (1): 2011
- Чемпион Серии B Бразилии (1): 2008
- Обладатель Кубка Бразилии (2): 2009, 2013
- Чемпион штата Сан-Паулу (2): 2009, 2013
- Чемпион штата Рио-де-Жанейро (1): 2014
- Чемпион штата Санта-Катарина (1): 2006
- Обладатель Кубка Либертадорес (1): 2012
- Победитель Клубного чемпионата мира (1): 2012
- Лучший защитник Лиги Паулисты (2): 2009, 2011
- Участник символической сборной чемпионата Бразилии (1): 2010
- Лучший центральный защитник чемпионата Бразилии (Приз Месы Редоньи) (1): 2010